# اتیل پروتوکاتکوات
اتیل پروتوکاتکوات (به انگلیسی: Ethyl protocatechuate) با فرمول شیمیایی C9H10O4 یک ترکیب شیمیایی با شناسه پاب‌کم 24085 است. که جرم مولی آن ۱۸۲٫۱۷ گرم بر مول می‌باشد. 